# (11905) Giacometti
(11905) Giacometti (1991 VL6) – planetoida z głównej części pasa planetoid.

## Odkrycie
Planetoida ta została odkryta 6 listopada 1991 roku przez belgijskiego astronoma Erica Waltera Elsta w Obserwatorium La Silla w Chile (kod IAU 809), należącym do Europejskiego Obserwatorium Południowego.

## Orbita i obserwacje
Orbita (11905) Giacometti nachylona jest pod kątem 13,27˚ do ekliptyki, a jej mimośród wynosi ok. 0,164. Planetoida okrąża Słońce w ciągu 4,1 roku w średniej odległości 2,56 j.a. Peryhelium tego obiektu znajduje się w odległości 2,14 j.a., aphelium zaś 2,98 j.a. od Słońca.
Należy do rodziny planetoidy Eunomia, dużej rodziny planetoid w głównym pasie, liczącej ponad 5000 znanych obiektów.
Od odkrycia w 1991 roku do 7 września 2024 roku dokonano 2428 obserwacji, wykorzystanych przez Minor Planet Center do śledzenia orbity planetoidy.

## Nazwa
Przed nadaniem stałego numeru i oficjalnej nazwy obiekt nosił oznaczenie tymczasowe 1991 VL6. Oznaczenie planetoidy 1991 VL6 to kolejno: rok jej odkrycia (1991), półmiesiąc odkrycia (1-15 listopada – „V”) oraz numer kolejny odkrycia w tym okresie (L6 oznacza 11+25*6 = 161 obiekt odkryty w okresie tego półmiesiąca).
30 grudnia 2001 planetoidzie nadano nazwę (11905) Giacometti – na cześć szwajcarskiego rzeźbiarza Alberto Giacomettiego. W dedykacji dla rzeźbiarza wymieniono trzy dzieła Giacomettiego: Tête qui regarde (1929), The Palace at 4 a.m. (1932) oraz 1 + 1 = 3 (1934).